# Кут (Армения)
Кут (арм. Կութ) — село в Армении в Гегаркуникской области, на территории бывшего Варденисского района.

## География
Село расположено в 182 км к востоку от Еревана, в 87 км к юго-востоку от областного центра — города Гавара, в 15 км к юго-востоку от Вардениса, в 18 км от юго-восточного берега озера Севан, 3 км от Шатвана, 2 км от Азата и 1,5 км к югу от Сотка.

## История
Прежние названия села: до 1935 года — Зарзибил, до 1995 года —Заркенд.
В составе Российской империи село Зарзебиль с 1828 по 1840 год входило в состав Гёг-чайского магала Эриванской провинции Армянской области, с 1849 года — в состав Ново-Баязетского уезда Эриванской губернии. В начале XX века жители селения азербайджанской национальности в ходе межнационального конфликта были вынуждены его покинуть. Однако в 20-е годы XX века, после урегулирования конфликта, советская власть снова переселяет в село азербайджанцев.
Конфликт между Армянской ССР и Азербайджанской ССР, начавшийся из-за принадлежности Нагорного Карабаха в 1988 году, привёл снова к этническим противостояниям в регионе. Азербайджанское население Армянской ССР вынуждено было оставить населённые пункты вокруг города Вардениса.

## Население
Иван Шопен отмечал, что согласно сведениям из "Камерального описания", составленного в 1829-1831 годах, в селе Зарзебиль Гёг-чайского магала Эриванской провинции проживало 211 человек, из которых 202 - мусульмане ("мюгаммедане"), и 9 - армяне, проживавшие в селе до 1828 года (в источнике называются "коренными армянами", чтобы отличать от армян, переселившихся в Армянскую область в 1828-1831 годах из Персии и Турции).
По данным «Сборника сведений о Кавказе» за 1880 год в селе Зарзибиль Новобаязетского уезда по сведениям 1873 года было 40 дворов и проживало 462 человека, в основном азербайджанцев (указаны как «татары»), которые были шиитами.
По данным Кавказского календаря на 1912 год, в селе Зарзибил Новобаязетского уезда проживало 995 человек, в основном азербайджанцев, указанных как «татары».
В советский период, до 1988 года, то есть до начала конфликта в Карабахе, жителями селения были в основном азербайджанцы, затем в национальном составе села стали преобладать армяне. После 1990-х годов, численность населения значительно сократилась. Среди жителей преобладают люди пенсионного возраста.
Численность населения — 1 248 человек на 1 декабря 1988, 180 человек на 1 января 2012 года.

## Экономика
В советское время в селе было развито сельское хозяйство, в основном животноводство и выращивание табака. В XXI веке экономическая деятельность населения ограничивается ведением натурального хозяйства, животноводством.

## Достопримечательности
Село со всех сторон окружено горами, на подножьях которых много красивых мест с обилием цветов, разной фауны. Много скал, пещер, оборонительных сооружений, плохо исследованных курганов.

## Известные уроженцы
Самедбейли Арзу Габиб оглы — депутат Милли Меджлиса Азербайджана третьего созыва.